# Indianie Ameryki Północnej

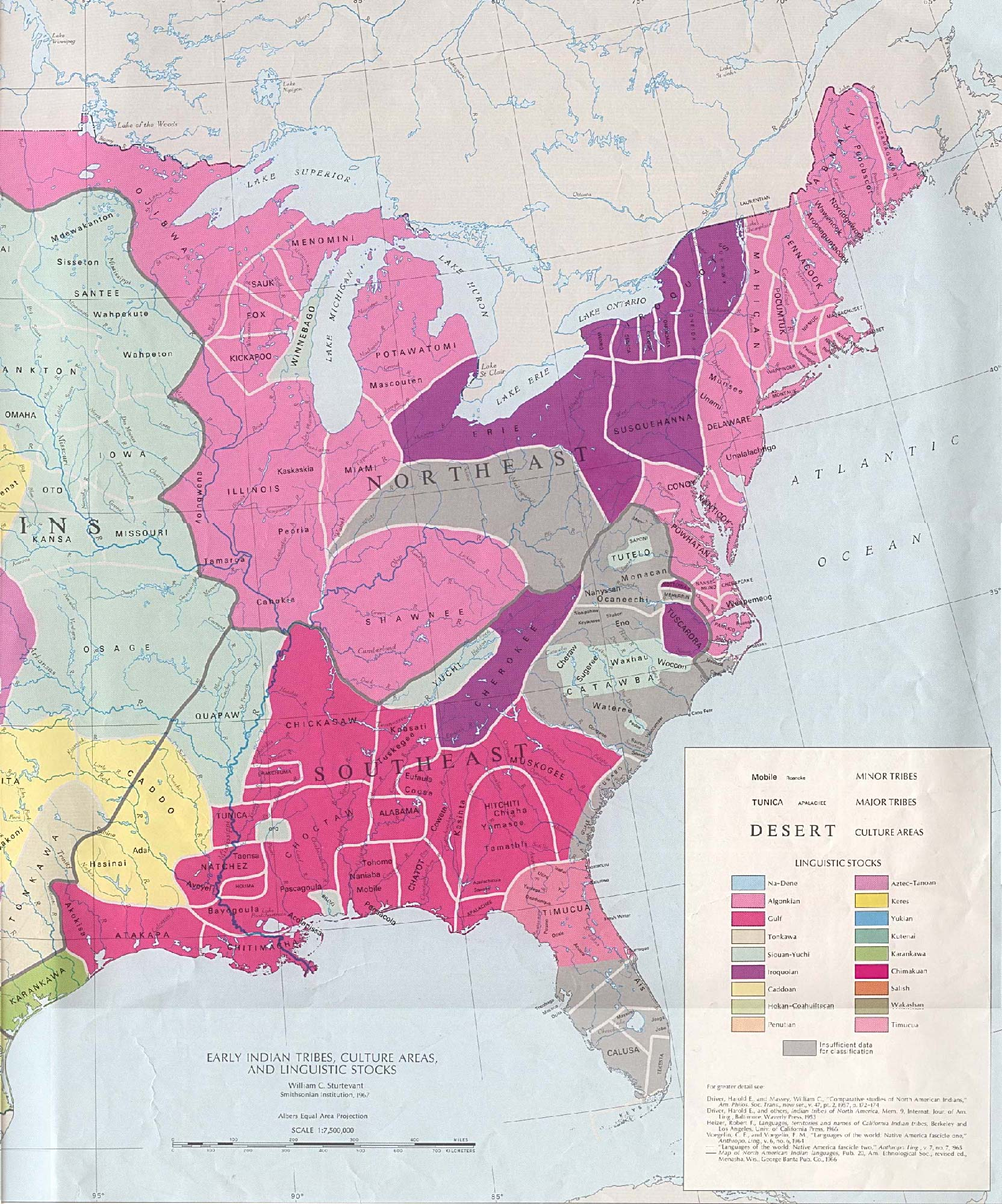
Kręgi kulturowe, grupy językowe i plemiona rdzennej ludności Ameryki Płn. w początkach europejskiej kolonizacji kontynentu (XVII w.) – cz. wschodnia - tylko obszar dzisiejszego USA

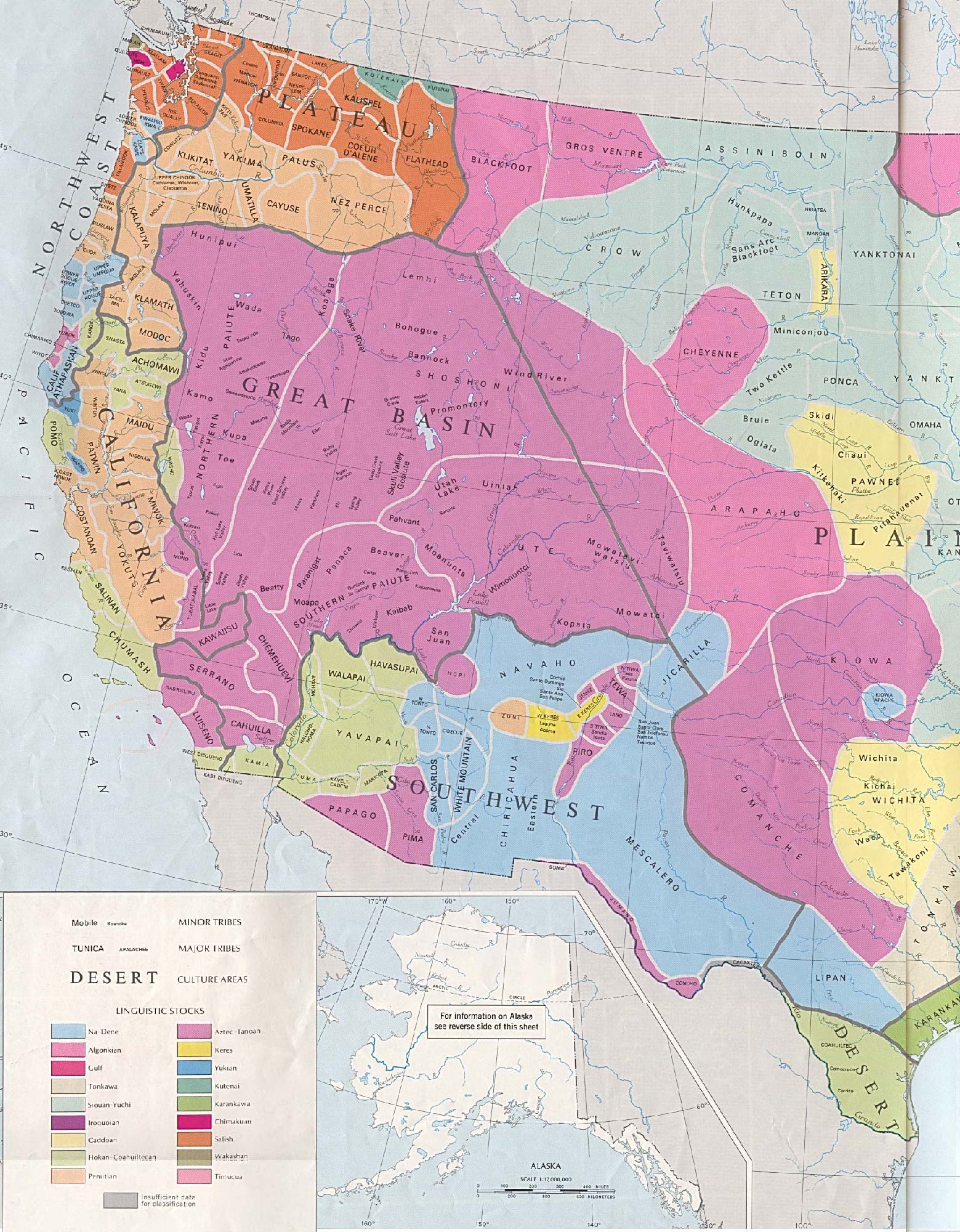
Kręgi kulturowe, grupy językowe i plemiona rdzennej ludności Ameryki Płn. w początkach europejskiej kolonizacji kontynentu (XVII w.) – cz. zachodnia - tylko obszar dzisiejszego USA

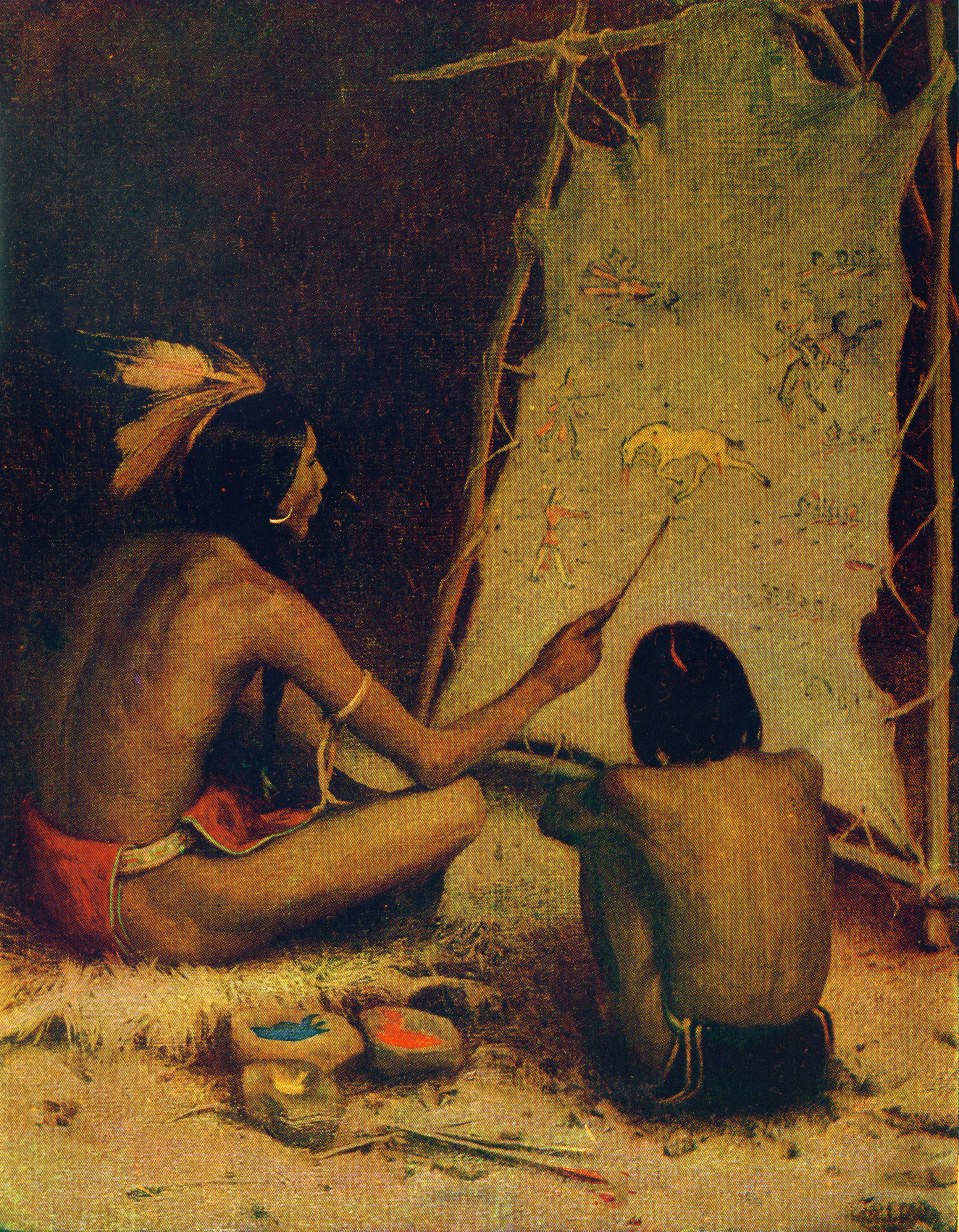
Przekazywanie wiedzy z pokolenia na pokolenie na podstawie historii utrwalonej przez rdzennego artystę pismem obrazkowym na skórze

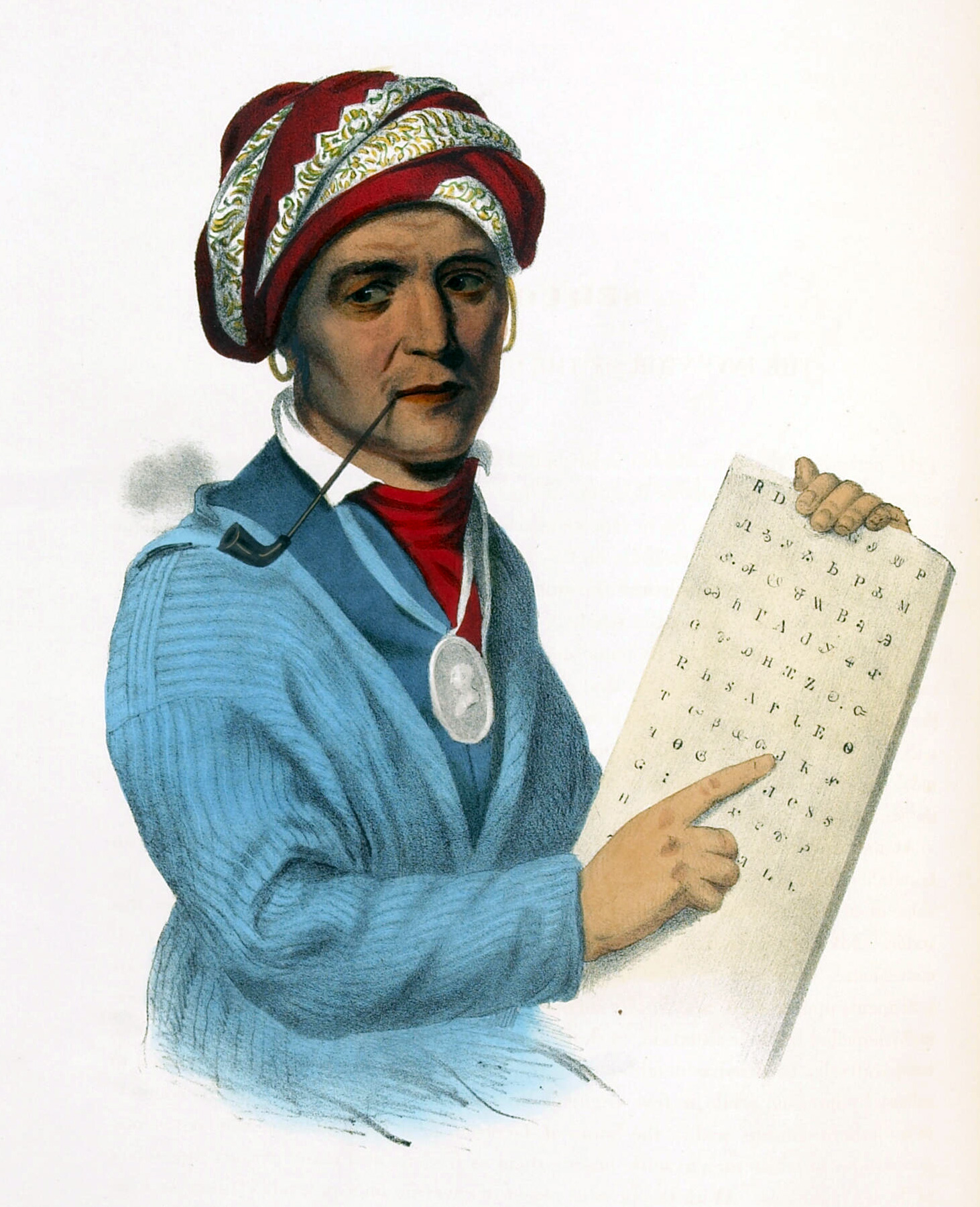
Sekwoja, twórca alfabetu Czirokezów, litografia z 1828 roku

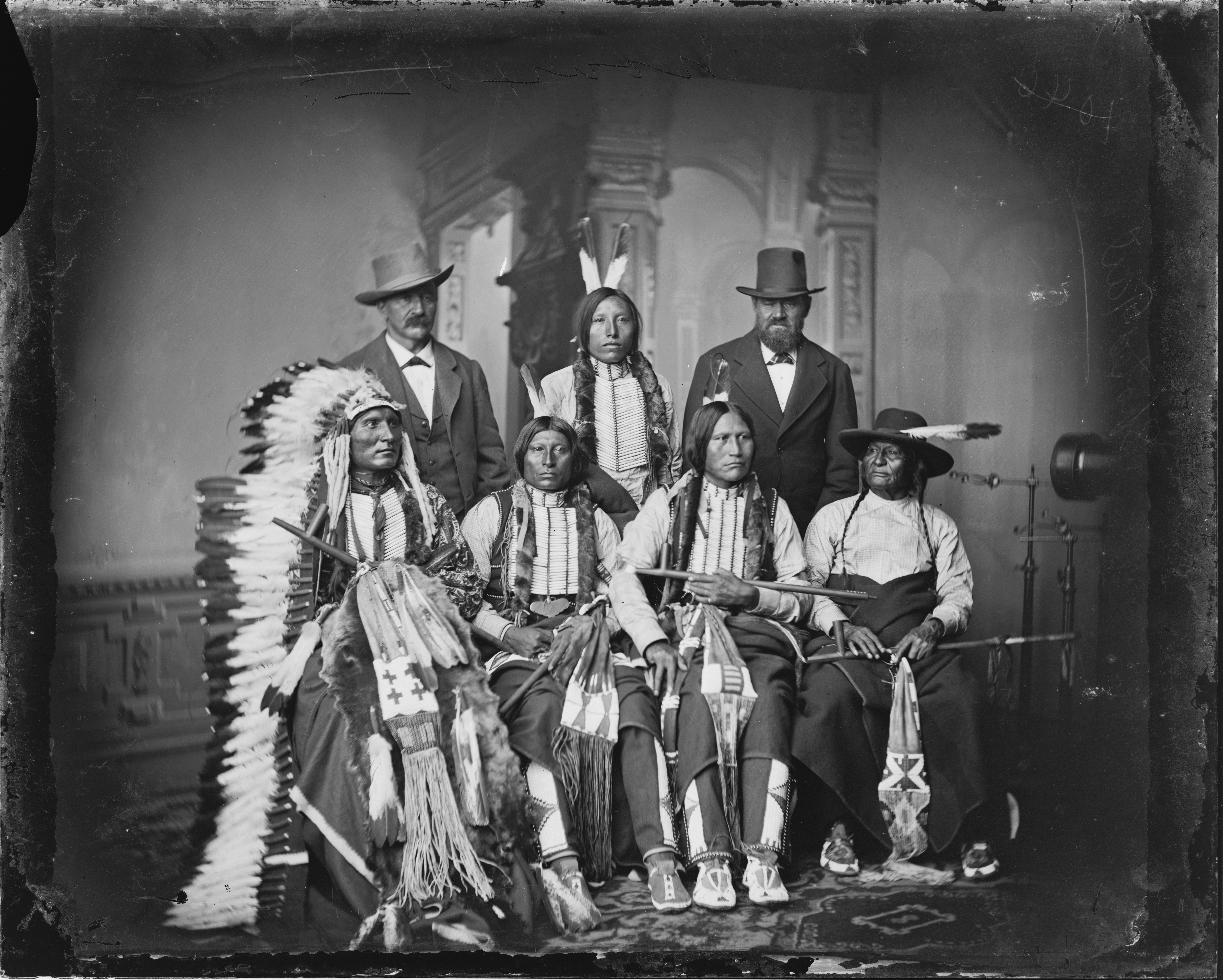
Siuksowie z Wielkich Równin ok. 1875 roku

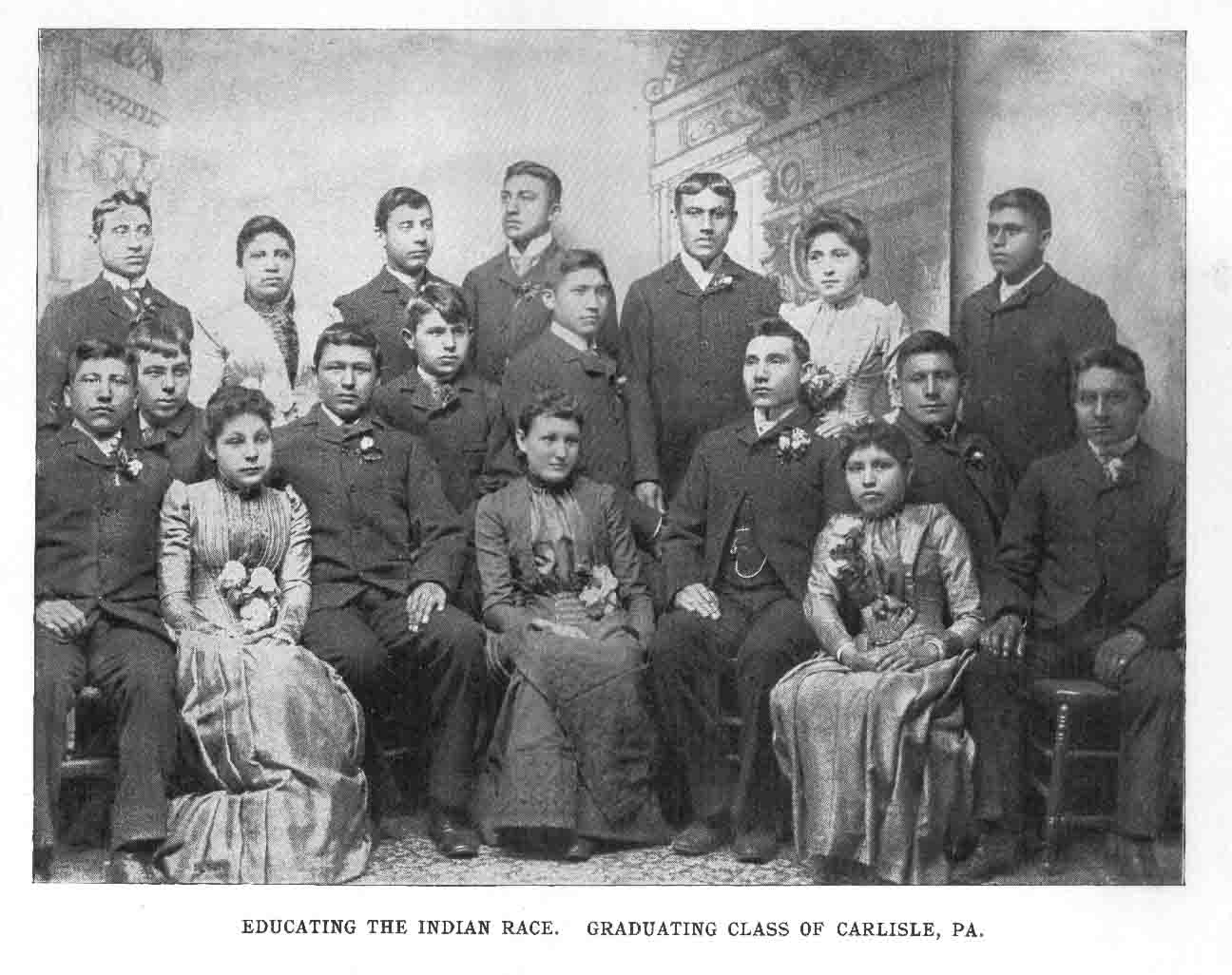
Absolwenci rządowej szkoły z internatem dla Rdzennych Amerykanów w Carlisle, koniec XIX w.

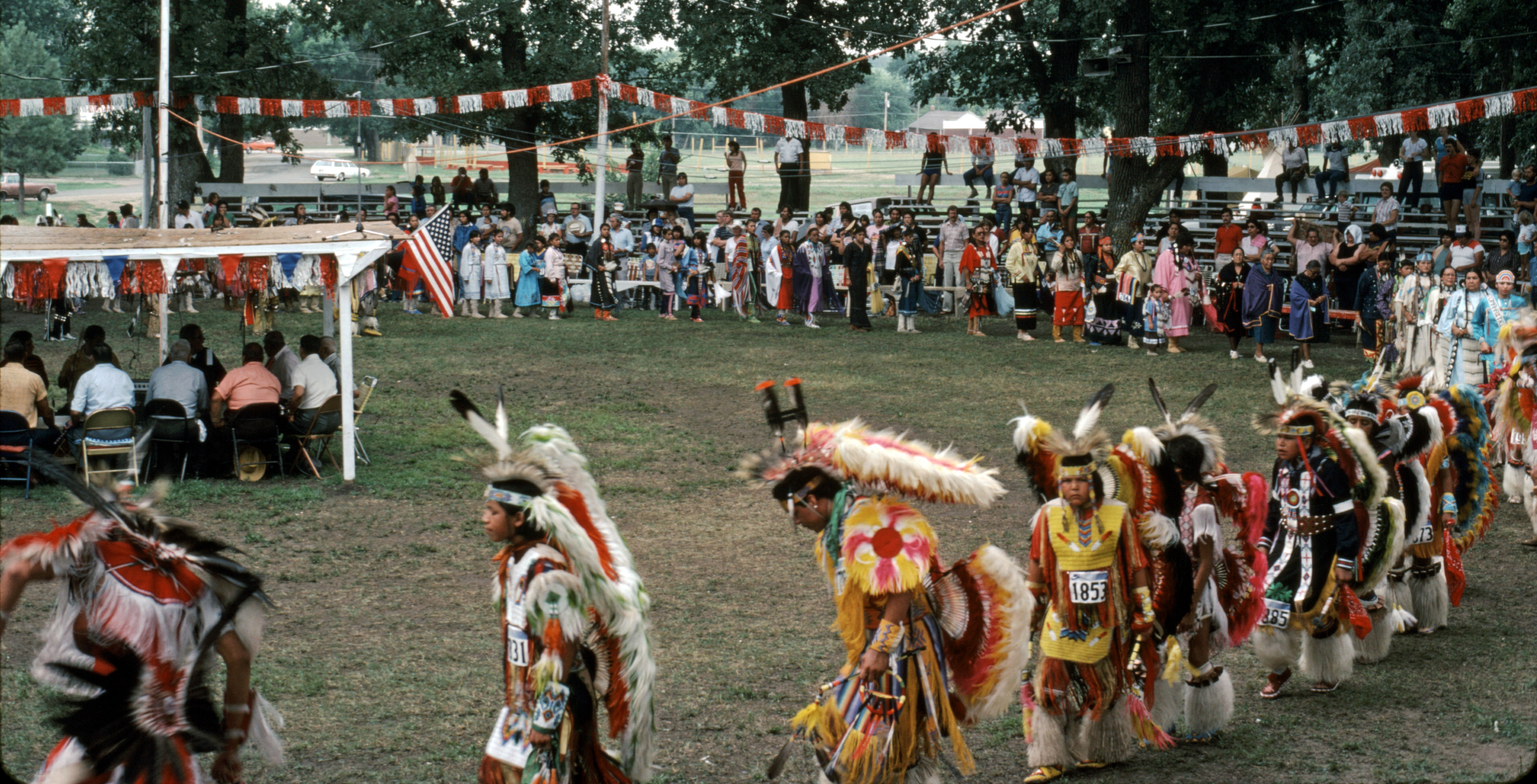
„Grand Entry” – uroczysty początek jednego z licznych festiwali pow-wow, Omaha, 1983 rok

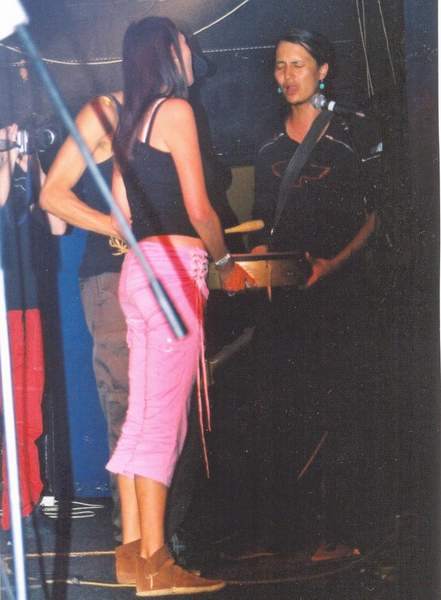
Członkowie zespołu rockowego Blackfire z plemienia Nawahów wykonują tradycyjną pieśń, 2004 r.

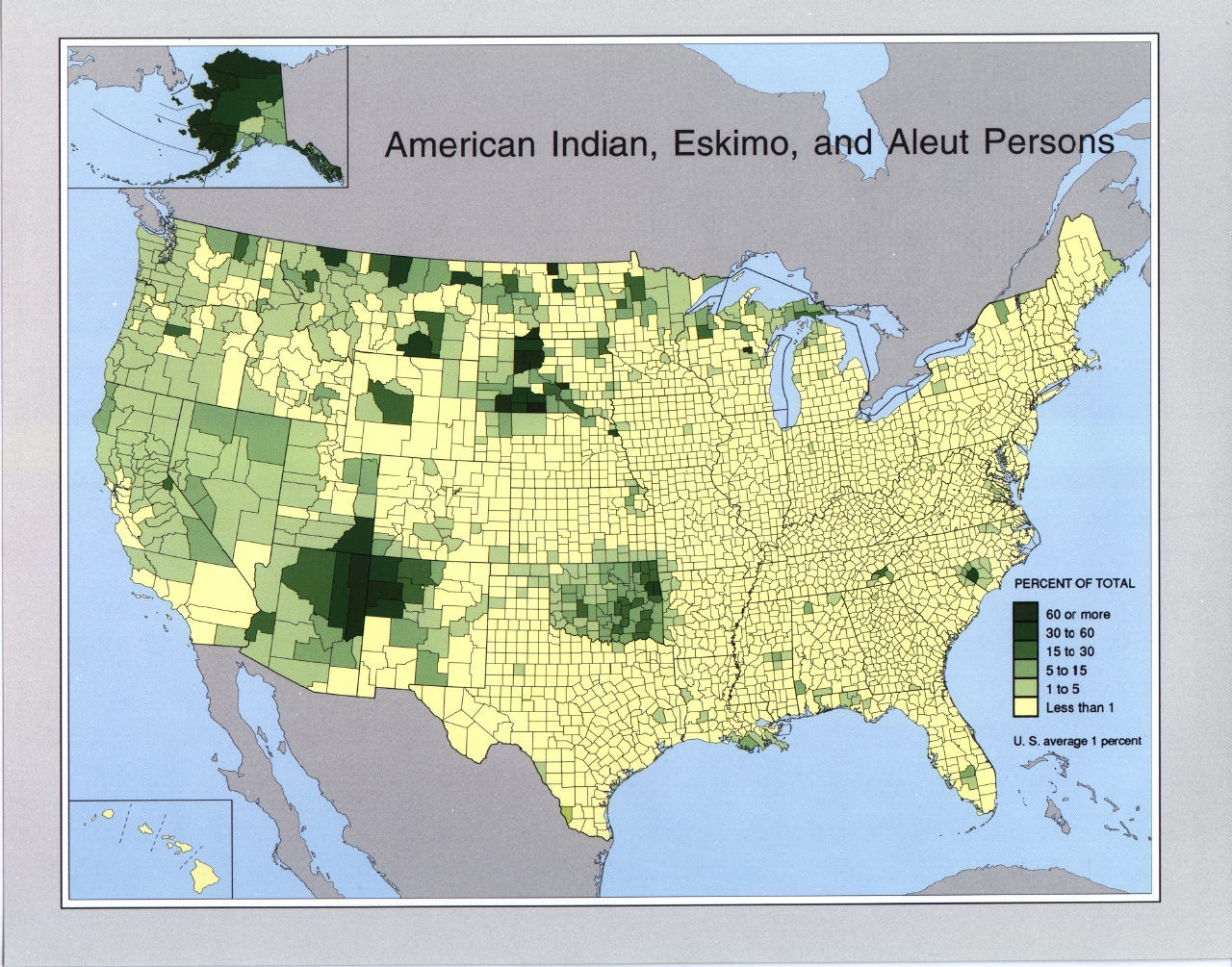
Udział procentowy rdzennej ludności zamieszkujących poszczególne hrabstwa Stanów Zjednoczonych w 1990 r.

Rdzenna ludność Ameryki Północnej – (dawniej zwani Indianami) nazywa się niemal całą (z wyłączeniem Aleutów i Inuitów) autochtoniczną (tubylczą, rdzenną) ludność obu Ameryk o złożonej etnogenezie. Znaleziska archeologiczne i antropologiczne sugerują, że Ameryka Północna została zaludniona przez przybyszy z Azji co najmniej 12 tysięcy lat temu. Podczas ostatniej epoki lodowcowej ludzie przedostali się do niej przez Cieśninę Beringa. Późniejsze zróżnicowanie antropologiczne Indian jest wynikiem działania takich czynników jak dryf genetyczny i dobór naturalny, a także możliwego asymilowania jednostek czy małych grup z Oceanii i Australii (być może nawet z Europy).
Współcześnie Indianie Ameryki Północnej stanowią mieszankę etniczną, kulturową, językową i religijną z większym lub mniejszym wpływem elementów pochodzenia euro-amerykańskiego.

## Pierwsi ludzie w Ameryce Północnej
Najpopularniejszą hipotezą dotyczącą pojawienia się pierwszych ludzi w Ameryce Północnej jest koncepcja, iż przeszli oni w epoce zlodowacenia z Azji do Ameryki po wynurzonej Beringii 14-12 tys. lat temu; istnieje również konkurencyjna hipoteza solutrejska. Obecnie niektóre znaleziska archeologiczne (np. obok meksykańskiego wulkanu Cerro Toluquilla czy nawet południowoamerykańskiego Parku Narodowego Serra da Capivara) wskazują, iż pierwsi ludzie pojawili się w Ameryce wcześniej, niż przypuszczano (zob. kultura Clovis).

## Podział geograficzny
Ludy tubylcze ze Stanów Zjednoczonych i Kanady można dzielić m.in. według regionów geograficznych, które zamieszkiwały one w okresie początków europejskiej kolonizacji kontynentu, według kręgów kulturowych czy grup językowych. Zgodnie z podziałem geograficznym ludy te można podzielić na następujące grupy:

### Arktyka
Tradycyjnie niezaliczane do Indian, częściowo wędrowne ludy zbieracko-łowieckie tundry, polujące na ssaki i ptaki morskie oraz trudniące się rybołówstwem. Mieszkały w igloo ze zmrożonego śniegu (zimą), skórzanych namiotach (latem), igloo z torfu lub ziemiankach. Ludzie używali sań z psimi zaprzęgami, umiaków i kajaków ze skóry, wynaleźli również i nosili odzież dostosowaną do skrajnych, arktycznych warunków pogodowych: wodoodporne kurtki ze skóry lub jelit (parka lub anorak). We wschodniej części regionu żyli w małych grupach o znikomej stratyfikacji społecznej i nie toczyli wojen. W części zachodniej żyli w dużych grupach, uprawiali niewolnictwo i prowadzili wojny; charakterystyczną cechą ich kultury były używane przez wojowników zbroje lamelkowe i paskowe, wykonane z kości, kłów morsa i utwardzanej skóry.
Aleuci
Alutiiq
Eskimosi
Inuici (Inuit)
Inupiat
Jupikowie (Yupik)
Sadlermiut

### Obszary subarktyczne
Częściowo wędrowne ludy zbieracko-łowieckie tajgi, których podstawą wyżywienia było polowanie na karibu; inną często pozyskiwaną zwierzyną były łosie. Często trudniły się też rybołówstwem, zamieszkując brzegi jezior i rzek, wyjątkowo (Beothukowie i Tanaina) brzegi oceanu. Mieszkały w wigwamach z kory i gałęzi oraz skórzanych namiotach, zaś w dorzeczu Jukonu podstawowym typem domu zimowego była ziemianka. Ludzie używali sań z psimi zaprzęgami, rakiet śnieżnych oraz kanu z kory brzozowej. Żyli w małych grupach o znikomej stratyfikacji społecznej.
Beothukowie
Bobry
Dogrib (Tłı̨chǫ)
Innu
Montagnais
Naskapi
Kri
Kutchin (Gwichʼin)
Odżibwejowie
Slavey (Dehcho)
Tanaina
Yellowknife

### Wybrzeże Północno-Zachodnie
Osiadłe ludy zbieracko-łowieckie, wyspecjalizowane w rybołówstwie (połowy łososi pacyficznych) i polowaniu na ssaki morskie. Mieszkały w prostokątnych domach z desek, wykonanych najczęściej z drewna żywotnika olbrzymiego, zgrupowanych w duże wioski, budowane nad brzegami morza i rzek. Członkowie plemion używali dużych łodzi-dłubanek. Charakterystyczną cechą ich kultury są bogato rzeźbione słupy totemowe i rytuał potlaczu. Obfitość drewna zapewniały iglaste lasy deszczowe. Silna stratyfikacja społeczna, w tym niewolnictwo.
Chimakum
Chinookowie
Eyak
Gitxsan
Haidowie
Haisla
Heiltsuk
Kwakwala
Makah
Nisga'a
Nuu-chah-nulth
Nuxalk
Quileute
Salish
Tillamook
Tlingit
Tsimshian
Willapa
Wuikinuxv

### Płaskowyż
Wędrowne ludy zbieracko-łowieckie, zamieszkujące zalesione góry i doliny rzek, przeplatające się ze stepami bylicowymi. Podstawą ich wyżywienia przez część roku były cebulki Camassia quamash z rodziny liliowatych, zaś u plemion nadrzecznych - migrujące łososie pacyficzne. Latem mieszkały w długich domach, krytych matami z oczeretu, zimą zaś w ziemiankach, głęboko wkopanych w grunt, do których dostawało się po drabinie przez otwór w stropie. W XVIII w. zaadaptowały tipi i hodowlę koni od Indian Wielkich Równin.
Yakima
Nez Percé
Flathead
Klamatowie
Modokowie
Palouse
Sinixt
Umatilla
Walla Walla

### Wielka Kotlina
Wędrowne ludy zbieracko-łowieckie, przystosowane do terenu zdominowanego przez chłodne pustynie i góry porośnięte lasami iglastymi. Mieszkały w owalnych szałasach z gałęzi (wikiup). W późniejszym okresie zaadaptowały tipi i hodowlę koni od Indian Wielkich Równin. Skupiały się wokół nielicznych jezior, dostarczających ryb i dzikiego ptactwa, bądź wędrowały w góry, gdzie żywiły się nasionami sosen (piñon). Trudne warunki życia zmuszały poszczególne grupy do specjalizowania się w tak nietypowych źródłach pokarmu, jak nasiona oczeretu czy larwy słonolubnych much z rodziny wodarkowatych (Ephydridae). Ważnym elementem ich kultury materialnej było wyplatanie koszyków.
Banokowie
Chemehuevi
Ute
Mohave
Pajutowie
Szoszoni
Washoe

### Kalifornia
Ludy zbieracko-łowieckie, zamieszkujące jedyną w Ameryce Północnej strefę klimatu śródziemnomorskiego, zdominowaną przez twardolistne lasy i zarośla. Podstawę ich pożywienia stanowiły żołędzie, z których członkowie plemion wytwarzali mąkę. Znaczącym elementem diety plemion wybrzeża były również morskie małże i ślimaki; ich muszle wykorzystywano też jako pieniądze. Ważnym elementem ich kultury materialnej było wyplatanie koszyków. Mieszkali w okrągłych chatach, krytych trawą lub oczeretem (wikiup), niekiedy zaś budowali jedynie zasłonki od wiatru z patyków i trzciny. Yurokowie z północy regionu mieszkali w domach z desek, przypominających zbliżone, choć większe konstrukcje z Północno-Zachodniego Wybrzeża. Do pływania plemiona Kalifornii używały dłubanek lub tratw plecionych z oczeretu, zaś plemiona Tongva i Chumash - dużych łodzi z desek (tomol).
Acjachemen
Chumash
Karuk
Miwok
Pomo
Tongva
Wappo
Yana
Yokut
Yuki
Yurokowie
Wiyot

### Południowy Zachód
Tereny te, zdominowane przez pustynie i skaliste kaniony, zasiedlone były przez co najmniej dwie odrębne grupy kulturowe. Jedną stanowili łowcy i zbieracze (częściowo wędrowni), tacy jak Apacze i Nawahowie, mieszkający w okrągłych szałasach z chrustu (wikiup), bądź w owalnych chatach z drewna i ziemi, zwanych hoganami; w późniejszym okresie zaadaptowali hodowlę koni i tipi z Wielkich Równin. Część z nich (Nawahowie) przeszła do osiadłego trybu życia, opartego na uprawie kukurydzy i hodowli kóz. Drugą grupę stanowili osiadli rolnicy Pueblo, uprawiający kukurydzę, korzystający z irygacji i mieszkający w stałych osadach, tworzonych przez wielopiętrowe, tarasowe domy z suszonej gliny adobe, często budowanych na górach stołowych. Ich przodkowie, Anasazi, budowali podobne kompleksy mieszkalne z kamienia, przy klifach skalnych i we wnękach ścian kanionów. Ważnym elementem kultury materialnej regionu jest malowana w kolorowe wzory geometryczne i zoomorficzne ceramika.
Apacze
Chiricahua
Jicarilla
Lipan
Mescalero
Coahuilteca
Havasupai
Jumano
Kokopa
Nawahowie
Pueblo
Acoma
Hopi
Zuni
Quechan (Yuma)
Tohono O’odham (Papago)
Yaqui

### Wielkie Równiny
Mieszkańcy prerii. Pierwotnie ludy te prowadziły półosiadły lub osiadły tryb życia, przez kilka miesięcy (na jesieni) polując na bizony i mieszkając w tipi, wiosną i latem zaś uprawiały kukurydzę, dynie i fasolę, mieszkając w chatach ziemnych (ang. earthlodge), grupujących się zwykle w zwarte, czasem otoczone palisadą osady. Po wprowadzeniu koni w XVIII w. większość z nich porzuciła stałe osady i rolnictwo, stając się wędrownymi myśliwymi, mieszkającymi wyłącznie w tipi i podążającymi za stadami bizonów. W południowej części regionu budowali też stożkowate domy z plecionej trawy. Używali okrągłych łodzi ze skóry bizona (tzw. bull boat). Porozumiewanie się różnych grup plemiennych, mówiących odmiennymi językami, zapewniała na Wielkich Równinach mowa znaków. Charakterystycznym dla tego regionu, ceremonialnym nakryciem głowy był pióropusz.
Arapahowie
Arikara
Assiniboinowie
Czarne Stopy
Szejeni
Dakotowie (Siuksowie)
Santee (Dakota)
Yankton (Nakota)
Teton (Lakota)
Hidatsa
Kiowowie
Komancze
Kri Równin
Mandanowie
Odżibwejowie Prerii
Omahowie
Osedżowie
Paunisi
Chaui
Kitkehahki
Pitahuerat
Skidi
Ponkowie
Tonkawa
Wichita
Wrony

### Południowy Wschód
W większości osiadłe ludy rolnicze strefy lasów liściastych, których podstawą wyżywienia była uprawa kukurydzy, fasoli i dyni. W bagnistych, subtropikalnych lasach południowego wybrzeża również nieliczne ludy zbieracko-łowieckie. Mieszkali w długich domach, krytych matami, okrągłych chatach krytych strzechą bądź stożkowatych domach z plecionej trawy. W przypadku wielu plemion domy takie tworzyły duże osady, ufortyfikowane palisadami, zaś w okresie prekolumbijskim nawet ośrodki miejskie z silną stratyfikacją społeczną, takie jak Cahokia. Seminole po zasiedleniu Florydy budowali też kryte strzechą, pozbawione ścian chaty na palach (chickee). Charakterystyczną cechą tego regionu jest budowa kopców ziemnych, pełniących rolę fundamentów świątyń, domów wodzów i innych przedstawicieli elit bądź grobowców. Rozwinięta ceramika. Większość plemion tego regionu wyginęła podczas podbojów kolonialnych i ekspansji Stanów Zjednoczonych lub została przesiedlona na Terytorium Indiańskie na Wielkich Równinach.
Apalakowie
Calusa
Catawba
Czirokezi
Czoktawowie
Guale
Karankawa
Kikapowie
Krikowie (Creek)
Caddo
Naczezi
Quapaw
Seminole
Timuca
Tunica

### Północny Wschód
Mieszkańcy lasów liściastych i mieszanych, wybrzeży morskich i brzegów jezior. Częściowo osiadłe ludy rolnicze, uprawiające kukurydzę, fasolę i dynie, trudniące się też rybołówstwem i łowiectwem. Mieszkali w długich domach (ang. longhouse), skupionych w duże osady, często ufortyfikowane (otoczone palisadą), lub też w wigwamach z kory i gałęzi. W rejonie Wielkich Jezior ważnym pokarmem był dziki ryż (Zizania spp.). Używali kanu z kory brzozowej, wytwarzali też ceramikę i naczynia z kory. Charakterystycznymi cechami kultury tego regionu są wampum i łapacz snów. Wiele plemion z wyraźną stratyfikacją społeczną i instytucją wodza (sachem). W późniejszym okresie niektóre ludy ze wschodniej części regionu (Saukowie i Lisy) zaadaptowały hodowlę koni i zaczęły jesienne migracje na prerię, aby polować na bizony.
Abenakowie
Algonkinowie
Ababconowie
Delaware
Huroni
Irokezi
Kajugowie
Mohawkowie
Oneidowie
Onondagowie
Senekowie
Tuskarorowie
Kickapoo
Lisy (Fox)
Menomini
Miami
Mikmakowie
Mohikanie
Munsi
Nanticoke
Narraganset
Odżibwejowie (Anishnabe, Chippewa, Ojibwa)
Ottawowie
Pekoci (Pequot)
Potawatomi
Powhatan
Saukowie (Sacs)
Szaunisi (Shawnee)
Wampanoagowie
Wappinger
Winebagowie

## Prawo
Rezerwaty plemienne ludności rdzennej na terenie Stanów Zjednoczonych Ameryki Północnej cechuje odrębne, niezależne od praw innych stanów stanowienie prawa oraz ściganie przestępstw. Posiadają własną, niezależną policję, dziennikarze muszą ubiegać się o akredytacje (mają znacznie ograniczone pole działania), aby działać na ich terenie, policja plemienna może wydalić niepożądane osoby z terenów rezerwatów bez możliwości powrotu, a mieszkańców amerykańskich miasteczek na terenach rezerwatów obłożyć podatkiem. Jednocześnie tereny rezerwatów Indian są zwolnione z podatków, stąd wielki rozrost indiańskich kasyn. Stało się to przyczyną komercjalizacji i krytyki zwłaszcza ze strony Indian wykluczonych z plemion za polemikę z radą starszych.
W Kanadzie również funkcjonują rezerwaty Indian, którym przysługują ulgi podatkowe. Rządy plemienne (band government) pełnią rolę zarządu miejskiego, rady szkoły i komisji ds. zdrowia. Specjalne akty prawne gwarantują Indianom prawo do polowania i połowu ryb na terenach rezerwatów.